# 제리스베르크 터널
제리스베르크 터널(Seelisberg Tunnel)은 스위스의 고속도로 터널이다. 터널은 루체른 호수의 남쪽 해안을 형성하는 산 아래를 달리고 있는 우리 주의 제도르프와 니트발덴주의 베켄리트를 연결한다. 그것은 독일과 프랑스 국경에 있는 바젤과 이탈리아 국경에 있는 키아소 사이의 A2 고속도로의 일부를 형성한다. 1980년에 완공된 이 터널의 쌍둥이 구멍은 길이가 9,250m와 9,292m이다.
고트하르트 도로 터널에 이어 스위스에서 두 번째로 긴 도로 터널이지만, 알프스를 완전히 남북으로 가로지르는 고트하르트 터널과 달리 제리스베르그 터널은 알프스의 북쪽에만 위치해 있다. 제리스베르크 터널은 교통이 분할된 가장 긴 스위스 트윈 튜브 도로 터널로 간주될 수 있다. (한 구멍에서는 남쪽으로, 다른 구멍에서는 북쪽으로)
제리스베르크 터널의 사고율은 매우 낮다. 대부분의 치명적인 사고는 양방향 통행 중에 다른 튜브가 닫혔을 때 발생했다.

## 개요

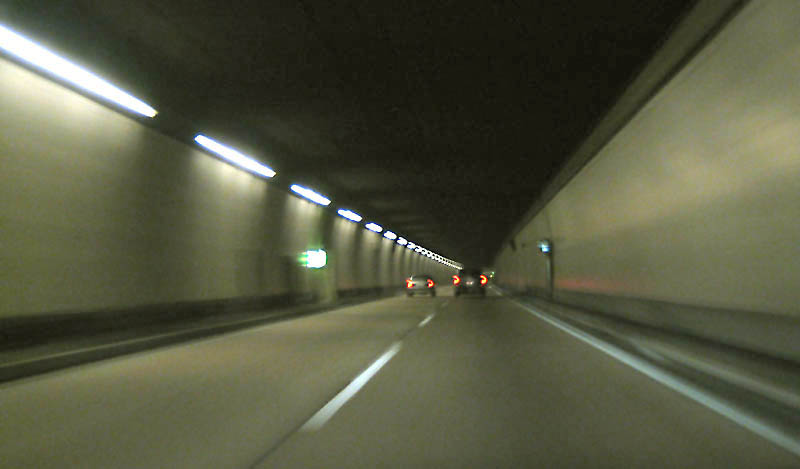
터널 내부

터널에는 포털에서 중심 거리가 25m인 두 개의 튜브가 있다. 중간 구간에서는 거리가 60m로 늘어난다. 2차선 터널 튜브에서 여유 높이는 4.5m, 차선 너비는 7.5m, 양쪽에 0.8m 너비의 인도가 있다. 300m마다 비상탈출로로 사용하기 위해 튜브 사이에 교차 연결이 있다.
터널 튜브는 4개의 지하 제어 센터를 통해 환기되며, 그 중 2개는 뤼테넨(베켄리트 근처) 및 뷔엘 (제도르프 근처) 포털에 있다. 275m 높이의 샤프트를 통해 공기를 공급 받아 끌어들이고 배기 공기를 내보내는 하티그 중간역과 640m 길이의 터널과 189m 길이의 터널이 있는 공기 교환용 하이 샤프트를 갖춘 후테크 중앙역도 있다.

## 교통
터널은 하루에 약 20,000대의 차량이 사용한다. 최대 표시 속도 100km/h까지 허용되어 있다. 스위스의 다른 대부분의 도로 터널과 달리 도로는 콘크리트 슬래브로 구성된다. 상당히 긴 길이와 단조로움에도 불구하고, 언급할 만한 사고는 거의 없었다. 몇 안되는 치명적인 사고의 절반은 다른 튜브가 막혀서 다가오는 차량에서 발생했다.